# Dracaena halemanuensis
Dracaena halemanuensis là một loài thực vật có hoa trong họ Măng tây. Loài này được Jankalski mô tả khoa học đầu tiên năm 2008.